# グレッグ・フィリンゲインズ
グレッグ・フィリンゲインズ（Greg Phillinganes、本名：グレゴリー・アーサー・フィリンゲインズ (Gregory Arthur Phillinganes)、1956年5月12日 - ）は、アメリカのキーボーディストで歌手。セッションマンやコンポーザーとしても活動し、数多くのミュージシャンと共演している。
とりわけマイケル・ジャクソンのバックとしての活動がよく知られている。プロデューサーのクインシー・ジョーンズ一派でもあり、彼が手がけたミュージシャンのサイドマンとしても数多くの作品に参加。また、TOTOにメンバーとして一時期加入していた。

## 来歴
ミシガン州デトロイトで生まれ、後にカリフォルニア州ロサンゼルスに移る。スティーヴィー・ワンダーの楽曲をインストゥルメンタルにアレンジした演奏が、スティーヴィー本人に気に入られ、1976年にスティーヴィーのバック・バンドに加入。その後、主にR&Bやフュージョンの分野を中心に、スタジオ・ミュージシャンとして精力的に活動。1979年にはマイケル・ジャクソンのアルバム『オフ・ザ・ウォール』に参加し、その後もマイケルの作品の制作に深く関わっていく。
1981年、初のソロ・アルバム『処女航海』発表。同作からのシングル「Baby, I Do Love You」はビルボードR&Bチャートで72位に達した。1984年発表のセカンド・ソロ・アルバム『パルス』には、YMOのカヴァー「ビハインド・ザ・マスク」が収録され、当時グレッグをバック・バンドの一員に迎えていたエリック・クラプトンも、自分のアルバム『オーガスト』（1986年）で「ビハインド・ザ・マスク」を取り上げた。1985年には「ウィ・アー・ザ・ワールド」のレコーディングに参加した。1991年にはジョージ・ハリスンとエリック・クラプトンの日本公演に帯同した。
2005年、以前よりサポートメンバーとして同行していたTOTOに正式加入。キーボード演奏だけでなく、一部の楽曲ではリード・ボーカルも担当し、バンドが2008年に解散するまで籍を置いた。2010年の再結成には参加せず、公式サイトでも元メンバー扱いとなっている。
2024年のTOTOのツアーにサポートメンバーとして参加。

## 共演したミュージシャン
グレッグ・フィリンゲインズがレコーディングやライブのサポートとして参加したミュージシャンの一覧。姓またはバンド名の五十音順。
- アイズレー・ブラザーズ
- フリオ・イグレシアス
- ジェームス・イングラム
- ナラダ・マイケル・ウォルデン
- パティ・オースティン
- カレン・カーペンター
- カーペンターズ
- チャカ・カーン
- マライア・キャリー
- テリ・リン・キャリントン
- スタンリー・クラーク
- エリック・クラプトン
- アール・クルー
- レナード・コーエン
- ナタリー・コール
- ジョー・コッカー
- ポール・サイモン
- ドナ・サマー
- リッチー・サンボラ
- ケニー・G

- ミック・ジャガー
- ジャーメイン・ジャクソン
- ジャネット・ジャクソン
- マイケル・ジャクソン
- ジャクソンズ
- アル・ジャロウ
- クインシー・ジョーンズ
- リッキー・リー・ジョーンズ
- ボズ・スキャッグス
- ロッド・スチュワート
- バーブラ・ストライサンド
- レイ・チャールズ
- TOTO※正式メンバー
- スティーヴィー・ニックス
- アーロン・ネヴィル
- バート・バカラック
- ジョナサン・バトラー
- ハービー・ハンコック
- ビージーズ
- ホイットニー・ヒューストン

- ドナルド・フェイゲン
- ブライアン・フェリー
- ロバータ・フラック
- アレサ・フランクリン
- ベイビーフェイス
- ジョージ・ベンソン
- ポインター・シスターズ
- ボーイズIIメン
- ジョン・メイヤー
- マイケル・ボルトン
- モーリス・ホワイト
- リチャード・マークス
- マイケル・マクドナルド
- マンハッタン・トランスファー
- パティ・ラベル
- ライオネル・リッチー
- リー・リトナー
- シェリル・リン
- ケニー・ロギンス
- ダイアナ・ロス
- スティーヴィー・ワンダー
- 吉田美奈子
- SMAP

## ディスコグラフィ

### ソロ・アルバム
- 『処女航海』 - Significant Gains (1981年)
- 『パルス』 - Pulse (1984年)

### スティーヴィー・ワンダー
- 『キー・オブ・ライフ』 - Songs in the Key of Life (1976年)
- 『カンバセーション・ピース』 - Conversation Peace (1995年)
- 『タイム・トゥ・ラヴ』 - Time to Love (2005年)

### マイケル・ジャクソン
- 『オフ・ザ・ウォール』 - Off the Wall (1979年)
- 『スリラー』 - Thriller (1982年)
- 『バッド』 - Bad (1987年)
- 『デンジャラス』 - Dangerous (1991年)
- 『ブラッド・オン・ザ・ダンス・フロア』 - Blood on the Dance Floor (1997年)

### エリック・クラプトン
- 『ビハインド・ザ・サン』 - Behind the Sun (1985年)
- 『オーガスト』 - August (1986年)
- 『ジャーニーマン』 - Journeyman (1989年)
- 『24ナイツ』 - 24 Nights (1991年) ※ライブ・アルバム
- 『ピルグリム』 - Pilgrim (1998年)
- 『ワン・モア・カー、ワン・モア・ライダー〜ベスト・ライヴ』 - One More Car, One More Rider (2002年) ※ライブ・アルバム

### TOTO
- 『フォーリング・イン・ビトゥイーン』 - Falling in Between (2006年)
- 『フォーリング・イン・ビトゥイーン・ライヴ』 - Falling in Between Live (2007年) ※ライブ・アルバム